# VK Primorac
El VK Primorac es un club montenegrés de waterpolo en la ciudad de Kotor.

## Historia
En 2009 consigue ganar la final-four de waterpolo al derrotar al Pro Recco en la final. Entre sus filas se encontraban en el equipo nacional Macedonio que ganó el Europeo de waterpolo en 2008, además de los húngaros Gergely Kiss y Adam Steinmetz.

## Palmarés
- 1 vez campeón de la Copa de Europa de waterpolo masculino (2009)
- 3 veces campeón de la liga de Montenegro de waterpolo masculino (2007, 2008 y 2009)
- 1 vez ganador de la Copa de Montenegro de waterpolo masculino (2009[3])